# Seoraksan nationalpark
Seoraksan nationalpark (koreanska: 설악산국립공원, Seoraksangungnipgongwon) är en nationalpark i Sydkorea. Den ligger i provinsen Gangwon, i den norra delen av landet, 150 km nordost om huvudstaden Seoul. Seoraksan nationalpark ligger cirka 850 meter över havet.
Nationalparken som inrättades 1970 täcker en yta av 398,5 km². Det skyddade området är även ett av Unescos biosfärområden. I bergstrakten registrerades ungefär 2000 djurarter med bland annat goral och sibiriskt myskdjur. Här hittas även blommor av släktet edelweisser.